# Salinitat del sòl

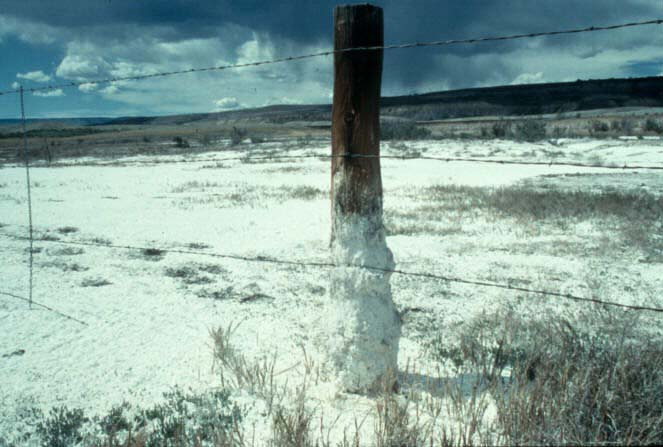
Sòl afectat per la salinització a Colorado.

La salinitat del sòl o el procés de salinització del sòl és el contingut de sal en el sòl i el seu increment.

## Causes de la salinitat del sòl
Els sòls afectats per la sal són causats per l'excés d'acumulació de sals, típicament la majoria de les sals s'acumulen a la superfície del sòl. Les sals poden transportar-se a la superfície del sòl per capil·laritat, per transport des d'una capa freàtica carregada de sals i després acumulada per evaporació. També es poden concentrar les sals en els sòls per l'activitat humana, per exemple, fer servir potassi com fertilitzant pot formar silvita, una sal que es troba en la natura. A mesura que s'incrementa la salinitat, els efectes de la sal poden provocar una degradació del sòl i de la vegetació.
La salinització és un procés que resulta de:
- Alts nivells de sals en els sòls.
- Característiques del paisatge que permeten que les sals passin a ser mòbils (moviment de la capa freàtica).
- Les tendencies climàtiques que afavoreixen l'acumulació.
- Activitats humanes com la rompuda de terres, l'aqüicultura i posar sal en les carreteres conta les glaçades.[2]

## Fenòmens naturals
La sal és un element natural dels sòls i l'aigua. Els ions responsables de la salinització són: Na+ , K+ , Ca2+ , Mg2+  i Cl- . Com que predomina el Na+ (sodi), els sòls poden esdevenir sòdics. Els sòls sòdics presenten reptes particulars perquè tendeixen a tenir una estructura molt pobra que limita o evita la infiltració i drenatge de l'aigua.
En llargs períodes a mesura que els minerals dels sòls minerals es meteoritzen i alliberen sals, aquestes sals són rentades i lixiviades fora del sòl per les aigües de drenatge (en les zones amb precipitació suficient). A més de la disgregació dels minerals, les sals també es dipositen via pols i precipitació. En les regions àrides les sals es poden acumular i portar a sòls salins de manera natural. Aquest és el cas, per exemple de grans zones d'Austràlia. Les pràctiques humanes poden incrementar la salinitat del sòl en afegir sals en l'aigua de reg. L'adequada gestió d'un regadiu pot evitar l'acumulació de sal proporcionant un adequat drenatge de l'aigua lixiviada amb les sals afegides. La interrupció dels patrons de drenatge que proporciona la lixiviació també pot donar com a resultat a una acumulació de sals.

## Salinitat en terres seques
Aquest tipus de salinitat pot donar-se quan la capa freàtica es troba entre 2 i 3 metres de la superfície del sòl. Les sals de l'aigua subterrània pugen per acció capil·lar fins a la superfície del sòl. Això passa quan l'aigua subterrània és salina (cosa molt habitual en les zones àrides) i és afavorit per pràctiques en l'ús de la terra que permetin que entri més aigua de pluja a l'aqüífer de la que aquest pot encabir. Per exemple el treure els arbres per conrear la terra (artiga) és una raó principal per a la salinitat en algunes zones, ja que els arbres d'arrels profundes són reemplaçats per les arrels superficials dels conreus anuals.

## Salinitat deguda a la irrigació

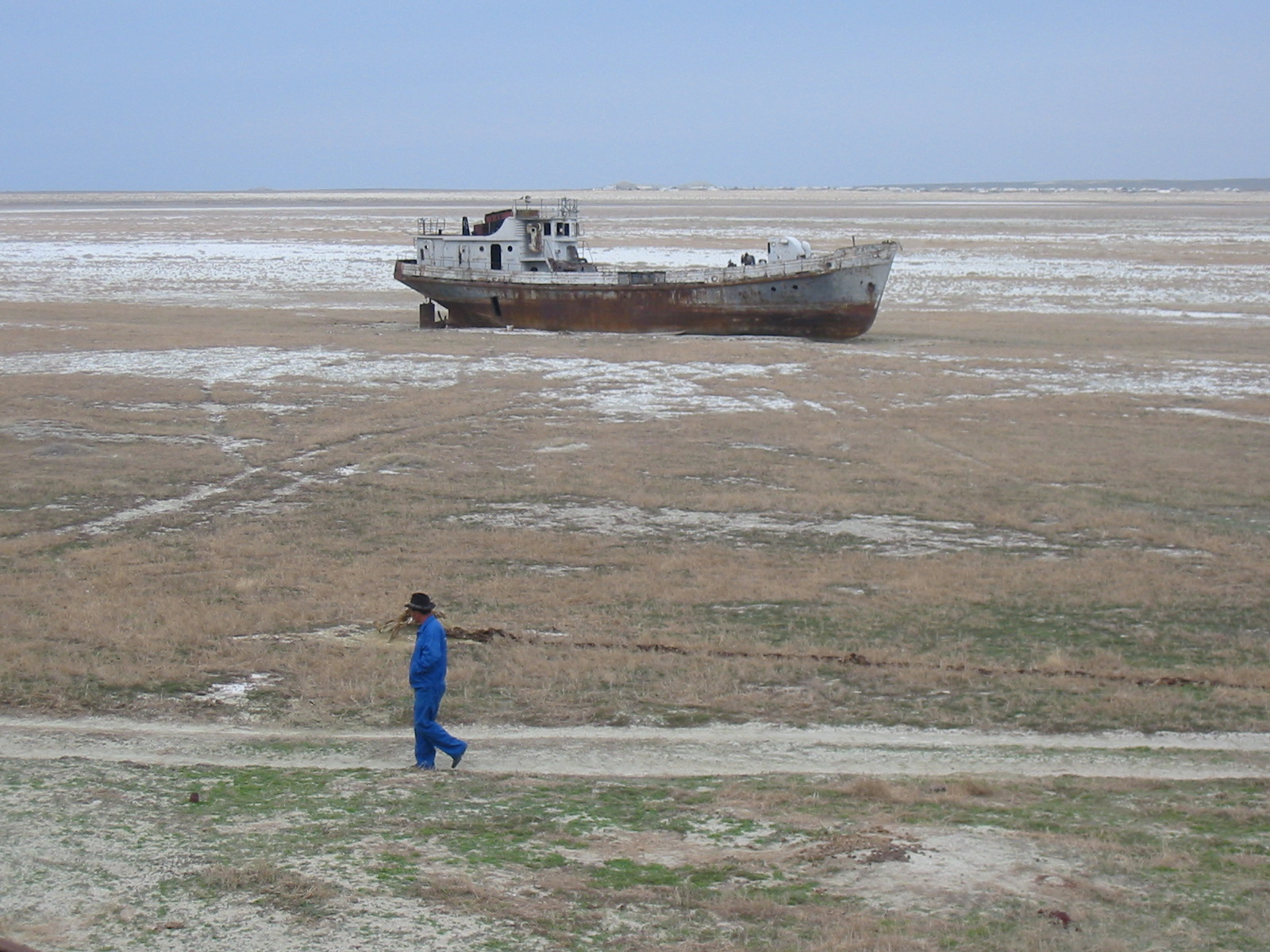
Salinització del sòl on hi havia la Mar d'Aral.

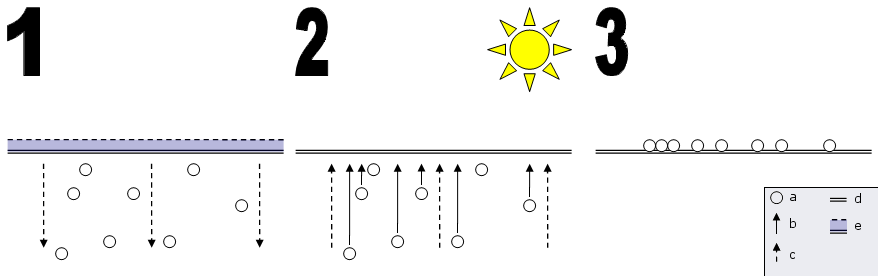
La pluja o el reg si no hi ha lixiviació, poden portar sals a la superfície del sòl.

La salinitat per la irrigació pot passar amb el temps a qualsevol lloc on es regui, ja que gairebé tota l'aigua (fins i tot la pluja natural) conté algunes sals dissoltes. Quan les plantes fan servir l'aigua, les sals es queden darrere la terra i eventualment comencen a acumular-se. Com que la salinitat del sòl fa més difícil per a les plantes absorbir la humitat del sòl, aquestes sals han de ser lixiviades fora de la zona de les arrels de les plantes aplicant aigua addicional. Aquesta aigua en excés respecte de les necessitats de les plantes s'anomena fracció de lixiviació La salinització per l'aigua de reg també és molt incrementada per un drenatge pobre i l'ús d'aigua salina per regar els cultius.
La salinitat en zones urbanes sovint és el resultat de la combinació del reg (en jardins i zones recreatives) i de l'aigua subterrània.

## Conseqüències de la salinitat
Conseqüències de la salinitat són:
- efectes perjudicials en el creixement de les plantes i el seu rendiment
- dany a infraestructures (carreteres, maons, corrosió de canonades i de cables)
- reducció de la qualitat de l'aigua per als usuaris, problemes de sedimentació
- al final erosió del sòl, quan els conreus es veuen molt afectats per la quantitat de sals.

La salinitat és un problema important de degradació del terreny. En la FAO es disposa d'un tractament exhaustiu del problema de la salinització del sòl.

## Regions afectades
De mitjana, la terra perd 10 hectàrees de terres cultivables per minut, de les quals 3 hectàrees ho són a causa de la salinització.
Segons el mapa mundial de sòls de la FAO/UNESCO hi ha aquestes zones afectades.
| Regió                 | Àrea (10⁶ha) |
| --------------------- | ------------ |
| Àfrica                | 69.5         |
| Orient Proper i Mitjà | 53.1         |
| Àsia i Extrem orient  | 19.5         |
| Amèrica LLatina       | 59.4         |
| Austràlia             | 84.7         |
| Amèrica del Nord      | 16.0         |
| Europa                | 20.7         |

Només a Síria del 30 al 35 per cent de la superfície cultivable s'ha perdut per la salinització.

## L'estrès salí en les plantes
Certes plantes han adquirit mecanismes d'adaptació i resistència en certa manera -fins cert punt- però la salinitat és un dels factors més limitants en la productivitat dels conreus.

L'any 1995 el cost de les pèrdues per salinitat es van estimar al voltant de 12.000 milions de dòlars, cost que augmentarà amb els propers anys, ja que la salinització guanya terreny constantment.

### Efectes sobre les plantes
Els efectes generals de la salinitat són:
- Efecte osmòtic
  - Canvi de la turgència
  - Biosíntesi d'osmòlits
- Efectes relatius als ions
  - Toxicitat (que també pot variar segons el tipus de sal)
  - nutrició pertorbada en minerals (inhibició de l'arribada de minerals, pèrdua de la selectivitat K/Na...)
- Estrès oxidatiu
- Els efectes sobre els organismes simbiòtics o útils i comensals de la planta (exemples: bacteris fixadors de nitrogen, micorriza, pol·linitzadors, descomponedors del sòl...)

Moltes plantes i microorganismes disposen de mecanismes de defensa contra la sal, però aquest són generalment a curt termini i no adaptats als sòls saturats de sal. Actualment la creació per selecció o enginyeria genètica de varietats resistents als sòls salins i/o a aigües més o menys salines és objecte de recerca científica i d'especulació financera.

### Sensibilitats diferents
Hi ha dos tipus de plantes a tenir en consideració:
- les glicòfites (la majoria de les plantes conreades), són generalment sensibles a la salinitat. Algunes disposen de mecanismes per resistir temporalment.[11]
- els halòfits (al voltant del 2% de les espècies terrestres), són les espècies més tolerants a la sal. 
Viuen de manera natural en zones salines com semideserts salins, manglars vora de la mar... En aquestes espècies es distingeix:

- l'halotolerància veritable: adaptació a l'estrès osmòtic utilitzant els soluts compatibles (prolina, poliols, compostos d'amoni quaternari (Quats) i proteïnes especials
- evitar la sal, que es fa – sense una autèncica tolerància - adoptant un cicle de vida molt curt realitzada en periódes plujosos o per la via d'excreció de la sal, etc. Aquestes plantes no es fan servir en agricultura però poden ser útils per evitar o limitat l'erosió i degradació dels sòls.